# 1 폴리스 플라자

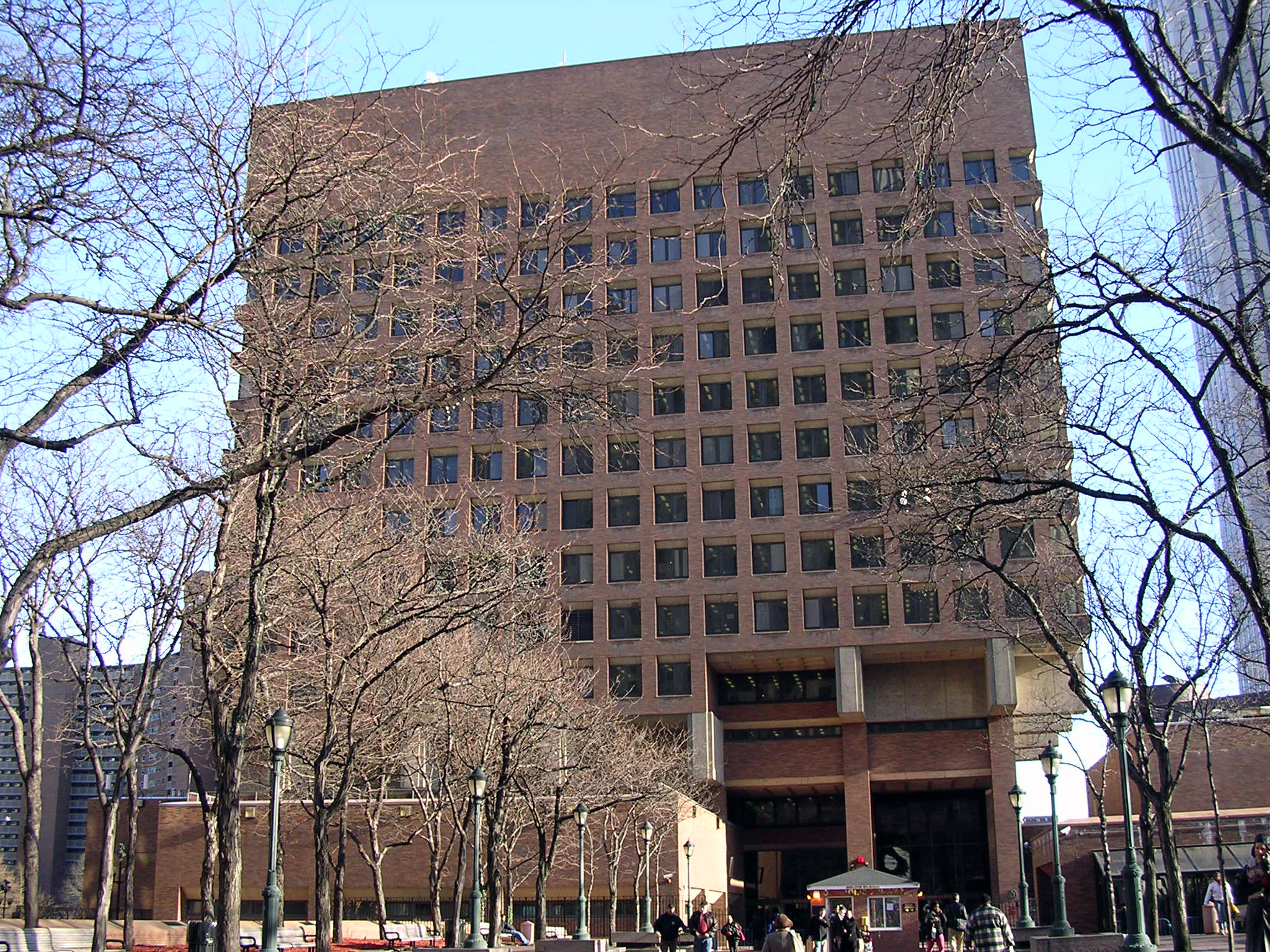
1 폴리스 플라자

1 폴리스 플라자(1 Police Plaza)는 뉴욕 시경찰국의 본청으로, 뉴욕 로어맨해튼에 위치하고 있다.